# Imperial Reckoning
Imperial Reckoning: The Untold Story of Britain's Gulag in Kenya è un saggio storico del 2005 scritto da Caroline Elkins e pubblicato da Henry Holt. Ha vinto il Premio Pulitzer per la saggistica generale 2006.

## Contenuto
Il libro descrive come, dopo l'operazione "Anvil" - un'operazione militare britannica durante la rivolta dei "Mau Mau" nella quale le truppe britanniche tentarono di rimuovere i sospetti "Mau Mau" da Nairobi e collocarli nelle riserve di Langata. (L'operazione iniziò il 24 aprile 1954) - il governo coloniale britannico in Kenya si sia rivolto sempre più alla detenzione di massa come mezzo per sedare la rivolta dei Mau Mau.
Elkins descrive in dettaglio l'istituzione e la gestione dei campi di detenzione, le torture e gli abusi che hanno avuto luogo lì e i tentativi degli inglesi di distruggere i documenti alla vigilia dell'indipendenza del Kenya, dopo aver insabbiato numerosi avvenimenti, uno fra tanti il massacro di Hola.
Questo libro è stato pubblicato anche con il titolo "Britain's Gulag: The Brutal End of Empire in Kenya", pubblicato da Jonathan Cape nel 2005.